# 야케델노르테강
야케델노르테강(스페인어, Río Yaque del Norte)은 도미니카 공화국에서 가장 긴 강이며, 아르티보니트강에 이어 히스파니올라섬에서 두 번째로 긴 강이다. 길이는 296 km이며 북서쪽으로 흘러 대서양으로 들어간다.

## 어원
야케 또는 야키는 도미니카 공화국의 두 강에 붙여진 타이노인 단어였다. 하나는 야케델노르테("북부 야케")라고 불리며, 히스파니올라섬 북쪽으로 흘러 대서양으로 비워진다. 다른 하나는 야케델수르("남부 야케")라고 불리며 남쪽으로 흘러 카리브해로 비워진다.

## 역사
1492년 크리스토퍼 콜럼버스가 히스파니올라섬을 처음 방문했을 때 그는 강 하구에서 강을 보고 많은 작은 금 조각을 발견했기 때문에 리오 데 오로("황금 강")라고 불렀다. 두 번째 방문 시 그는 강을 다른 곳에서 보았고, 다른 강으로 착각하여 강 주변에 키 큰 사탕수수가 많이 자랐기 때문에 리오 데 라스 카냐스("갈대 강")라고 불렀다.
콜럼버스는 강 근처에 세 개의 요새를 건설했다: 에스페란사, 막달레나, 산티아고. 처음 두 요새는 버려졌고, 산티아고는 산티아고데로스카바예로스라는 이름으로 다른 곳으로 옮겨졌다. 나중에 산티아고데로스카바예로스는 현재의 도시가 있는 강 근처로 다시 옮겨졌다.

## 물길
야케델노르테강의 수원은 중앙 코르디예라 산맥 중앙부의 피코델야케 산에 표고 2,580 미터에 위치한다. 그곳에서 강은 로스 과노스 또는 리오 데 라 데레차("오른쪽 강")라고 불린다. 야케델노르테라는 이름은 하라바코아 서쪽 마나바오에서 표고 900m 지점에서 로스 타블로네스 또는 리오 데 라 이스키에르다("왼쪽 강")라는 또 다른 작은 강과 합류할 때만 사용된다.
마나바오에서 강은 동쪽으로 흘러 라베가주의 북서부를 통과한다. 하라바코아에 다다르면 북쪽으로 꺾여 산티아고주로 향한다. 히메노아강이 하라바코아에서 합류한다.
산티아고데로스카바예로스에서 강은 북서쪽으로 꺾여 시바오 계곡의 서부인 야케델노르테 계곡을 따라 흐른다.
그 하구는 몬테크리스티시 남쪽의 몬테크리스티 만에 있으며, 대서양으로 비워진다.

### 지류
주요 지류로는 바오강, 아미나강, 마오강, 과유빈강이 있다.

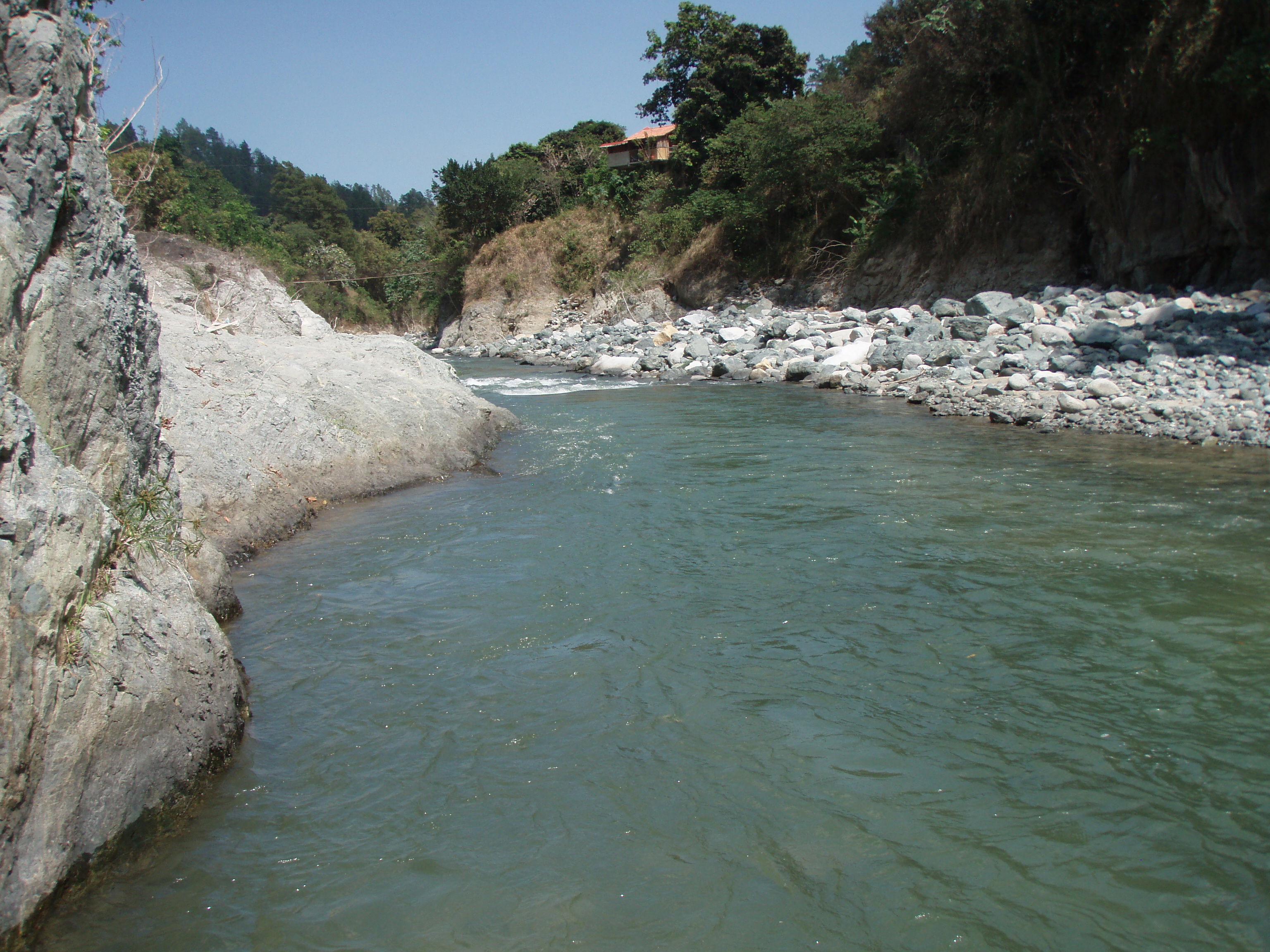
야케델노르테강

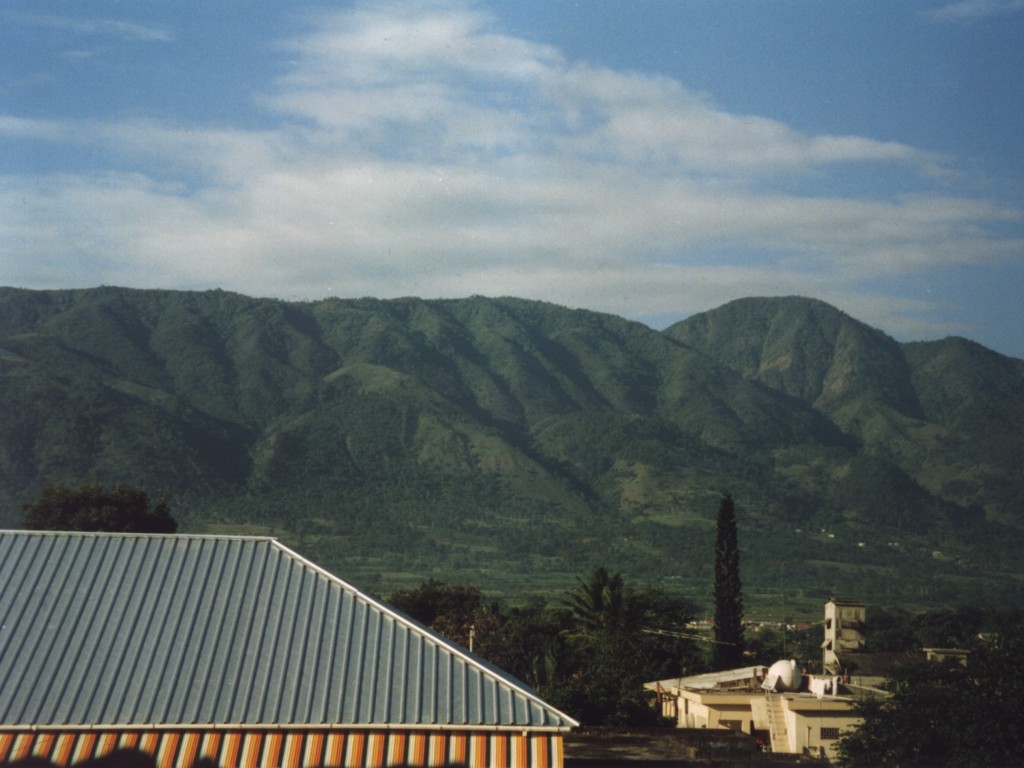
도미니카 공화국에서 가장 높은 산맥인 중앙 코르디예라

## 도시
산티아고데로스카바예로스시는 강과 가까운 도미니카 공화국의 가장 중요한 도시이다. 또한 하라바코아, 마오, 과유빈, 카스타뉴엘라스, 몬테크리스티와 같은 도시 근처를 흐른다.

## 유역
7,044 km2의 면적을 가진 유역은 도미니카 공화국에서 가장 크며, 섬에서는 두 번째로 크다. 팔로 베르데의 몬테크리스티 남동쪽에서의 유량(물의 부피가 강 단면을 통해 단위 시간당 통과하는 양)은 초당 97.0 세제곱미터이다.

## 환경
공장 폐수 투기, 물 관리 부실, 댐 건설로 인해 야케델노르테강은 현재 매우 오염되어 있으며, 규모가 크게 줄어들었고, 대부분의 구간에서 물고기가 부족하다. 아메리카악어(Crocodylus acutus)는 한때 야케델노르테강과 히스파니올라섬의 다른 강에 서식했지만, 지금은 섬의 큰 호수(엔리키요 호수 및 에탕 섬매트르)에서만 발견된다.

## 용도
강물은 주로 산티아고에서 몬테크리스티까지 이어지는 야케델노르테 계곡에서 관개에 사용된다. 재배되는 작물로는 쌀, 바나나, 플랜테인, 카사바, 담배, 채소 등이 있다.
야케델노르테강은 대부분 얕아서 소형 보트만 항해가 가능하다. 그러나 우기에는 강물이 상당히 불어나 일부 지역에서 홍수를 일으킨다. 1972년부터 타베라 댐에서 전기를 생산하기 위해 물을 가두고 있다.
강을 따라 여러 댐이 있어 전기를 생산하고, 관개용수를 저장하며, 홍수를 방지한다. 이 강은 길이가 298km이고, 국가 북서부의 유역이며, 쌀농사 및 기타 농업을 위한 관개원으로서 경제적으로 중요하다.

## 같이 보기
- 도미니카 공화국의 강 목록
- 해안선별 아메리카 강 목록